# Matías Ernesto Escudero
Matías Escudero (n. Lanús, Buenos Aires, Argentina; 27 de diciembre de 1998) es un futbolista argentino que se desempeña como lateral derecho en Club Social y Deportivo San Martín

## Trayectoria

### Racing Club
El 26 de enero debuta con el primer equipo de Racing Club en un partido amistoso ante At. Tucumán

### Olimpo
El 18 de febrero de 2021 fue presentado por el club para disputar el torneo Federal A, vía un traspaso libre a préstamo por un año

### Club General Diaz
En julio del 2022 fue presentado por el club para disputar el torneo Primera B de Paraguay, disputando una gran temporada siendo titular y capitán en varias ocasiones 

### Club Social y Deportivo San Martín
El 31 de diciembre de 2023 fue presentado por el club para disputar el tornero de la Primera B 2024

## Selección nacional

### Selección Argentina Sub-17
El 25 de enero de 2015, Miguel Ángel Lemme incluyó a Matías Escudero en la Preselección Sub-17 de 31 jugadores para disputar el Campeonato Sudamericano Sub-17 a disputarse en Paraguay, de esta nómina quedarán 22 jugadores. Los jugadores se entrenarán de cara al certamen a partir del 26 de enero.
El 20 de febrero de 2015, Miguel Ángel Lemme, director técnico de la Selección Argentina Sub-17, entregó una lista con los 22 futbolistas en el cual fue convocado para que comenzara a entrenarse de cara al Campeonato Sudamericano Sub-17 de la categoría que se disputará a partir de marzo en Paraguay.

#### Detalle
| \| N.º \| Fecha \| Estadio \| Local \| Resultado \| Visitante \| Goles \| Asist. \| Competición \| \| ----- \| ---------- \| ----------------------------------------------------- \| --------- \| --------- \| --------- \| ----- \| ------ \| ------------------- \| \| 1 \| 08-03-2015 \| Estadio Feliciano Cáceres, Luque, Paraguay \| Uruguay \| 2-1 \| Argentina \| \| \| Sudamericano Sub-17 \| \| 2 \| 10-03-2015 \| Estadio Feliciano Cáceres, Luque, Paraguay \| Argentina \| 4-1 \| Bolivia \| \| \| Sudamericano Sub-17 \| \| 3 \| 14-03-2015 \| Estadio Lic. Erico Galeano Segovia, Capiatá, Paraguay \| Argentina \| 1-0 \| Chile \| \| \| Sudamericano Sub-17 \| \| 4 \| 17-03-2015 \| Estadio Feliciano Cáceres, Luque, Paraguay \| Brasil \| 0-1 \| Argentina \| \| \| Sudamericano Sub-17 \| \| 5 \| 20-03-2015 \| Estadio Dr. Nicolás Leoz, Asunción, Paraguay \| Paraguay \| 1-4 \| Argentina \| \| \| Sudamericano Sub-17 \| \| Total \| \| Presencias \| 5 \| \| Goles \| 0 \| 0 \| \| |            |                                                       |           |           |           |       |        |                     |
| N.º | Fecha      | Estadio                                               | Local     | Resultado | Visitante | Goles | Asist. | Competición         |
| 1 | 08-03-2015 | Estadio Feliciano Cáceres, Luque, Paraguay            | Uruguay   | 2-1       | Argentina |       |        | Sudamericano Sub-17 |
| 2 | 10-03-2015 | Estadio Feliciano Cáceres, Luque, Paraguay            | Argentina | 4-1       | Bolivia   |       |        | Sudamericano Sub-17 |
| 3 | 14-03-2015 | Estadio Lic. Erico Galeano Segovia, Capiatá, Paraguay | Argentina | 1-0       | Chile     |       |        | Sudamericano Sub-17 |
| 4 | 17-03-2015 | Estadio Feliciano Cáceres, Luque, Paraguay            | Brasil    | 0-1       | Argentina |       |        | Sudamericano Sub-17 |
| 5 | 20-03-2015 | Estadio Dr. Nicolás Leoz, Asunción, Paraguay          | Paraguay  | 1-4       | Argentina |       |        | Sudamericano Sub-17 |
| Total |            | Presencias                                            | 5         |           | Goles     | 0     | 0      |                     |

No incluye partidos amistosos.

## Estadísticas

### Clubes
Actualizado al 21 de febrero de 2015.
| Club                     | Temporada           | Liga | Liga | Liga | Copas Nacionales | Copas Nacionales | Copas Nacionales | Copas Internacionales | Copas Internacionales | Copas Internacionales | Total | Total | Total | Prom. · | Prom. · |
| Club                     | Temporada           | PJ   | G    | A    | PJ               | G                | A                | PJ                    | G                     | A                     | PJ    | G     | A     | Prom. · | Prom. · |
| ------------------------ | ------------------- | ---- | ---- | ---- | ---------------- | ---------------- | ---------------- | --------------------- | --------------------- | --------------------- | ----- | ----- | ----- | ------- | ------- |
| Racing Club (Inferiores) |                     |      |      |      |                  |                  |                  |                       |                       |                       |       |       |       |         |         |
| 2015                     | 0                   | 0    | 0    | 0    | 0                | 0                | 0                | 0                     | 0                     | 0                     | 0     | 0     | 0     | 0       |         |
| Total                    | 0                   | 0    | 0    | 0    | 0                | 0                | 0                | 0                     | 0                     | 0                     | 0     | 0     | 0     | 0       |         |
| Total en su carrera      | Total en su carrera | 0    | 0    | 0    | 0                | 0                | 0                | 0                     | 0                     | 0                     | 0     | 0     | 0     | 0       | 0       |

### Selecciones
Actualizado al 23 de marzo de 2015.
| Selección        | Año           | Amistoso | Amistoso | Amistoso | Eliminatorias | Eliminatorias | Eliminatorias | Mundial | Mundial | Mundial | Copa América | Copa América | Copa América | Juegos Olímpicos | Juegos Olímpicos | Juegos Olímpicos | Copa México de Naciones | Copa México de Naciones | Copa México de Naciones | Juegos Suramericanos | Juegos Suramericanos | Juegos Suramericanos | Total | Total | Total |
| Selección        | Año           | PJ       | G        | A        | PJ            | G             | A             | PJ      | G       | A       | PJ           | G            | A            | PJ               | G                | A                | PJ                      | G                       | A                       | PJ                   | G                    | A                    | PJ    | G     | A     |
| ---------------- | ------------- | -------- | -------- | -------- | ------------- | ------------- | ------------- | ------- | ------- | ------- | ------------ | ------------ | ------------ | ---------------- | ---------------- | ---------------- | ----------------------- | ----------------------- | ----------------------- | -------------------- | -------------------- | -------------------- | ----- | ----- | ----- |
| Argentina Sub-17 | 2015          | 0        | 0        | -        | -             | -             | -             | 0       | 0       | 0       | 5            | 0            | 0            | -                | -                | -                | -                       | -                       | -                       | -                    | -                    | -                    | 5     | 0     | 0     |
| Argentina Sub-17 | Total         | 0        | 0        | -        | -             | -             | -             | 0       | 0       | 0       | 5            | 0            | 0            | -                | -                | -                | -                       | -                       | -                       | -                    | -                    | -                    | 5     | 0     | 0     |
| Total carrera    | Total carrera | 0        | 0        | -        | -             | -             | -             | 0       | 0       | 0       | 5            | 0            | 0            | 0                | 0                | 0                | 0                       | 0                       | 0                       | 0                    | 0                    | 0                    | 5     | 0     | 0     |

#### Participaciones con la selección
| N.º | Torneo                   | Sede     | Resultado  |
| --- | ------------------------ | -------- | ---------- |
| 1   | Sudamericano Sub-17 2015 | Paraguay | Subcampeón |